# Badia georgiana

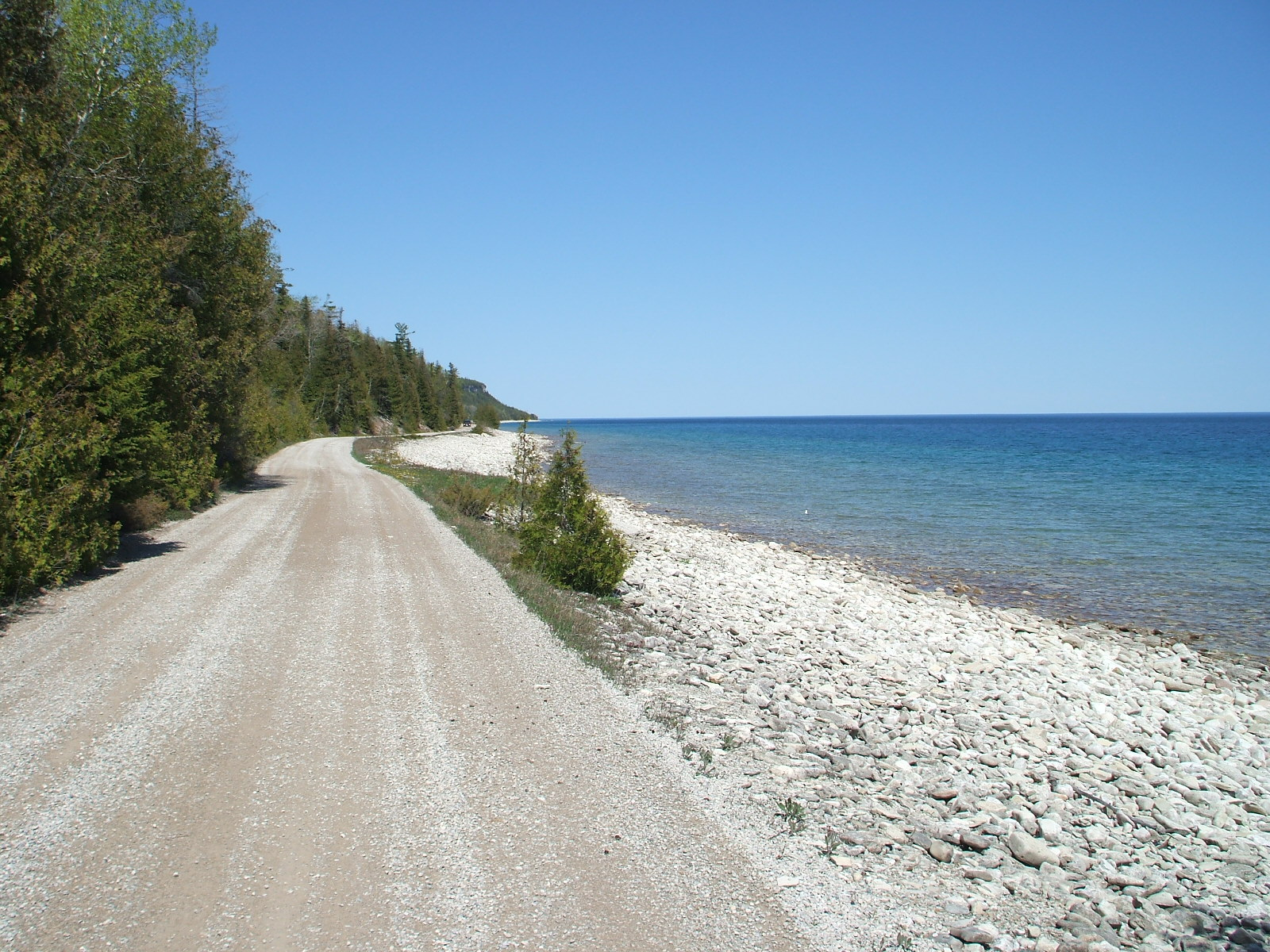
Badia Georgian a Cabot Head

La Badia georgiana, o badia Georgian (en anglès:Georgian Bay, en francès: baie Georgienne, Ojibway: Manidoowi-zaaga'igan o Waasaagamaa) és una gran badia del Llac Huron, enterament dins Ontario, Canadà. El principal cos de la badia es troba a l'est de la Península Bruce i l'illa Manitoulin.
El litoral i vies d'aigua de la badia georgiana són el domini tradicional dels First Nations Anishinaabeg al nord i dels Huron-Petun (Wyandot) al sud. Samuel de Champlain va ser el primer europeu a explorar i cartografiar aquesta zona entre 1615–1616, i l'anomenà "La Mer douce" (la mar calmada). Va rebre el nom de "Georgian Bay" (pel rei Jordi IV del Regne Unit) per part del lloctinent Henry Wolsey Bayfield de la Royal Navy el 1822.

## Geografia

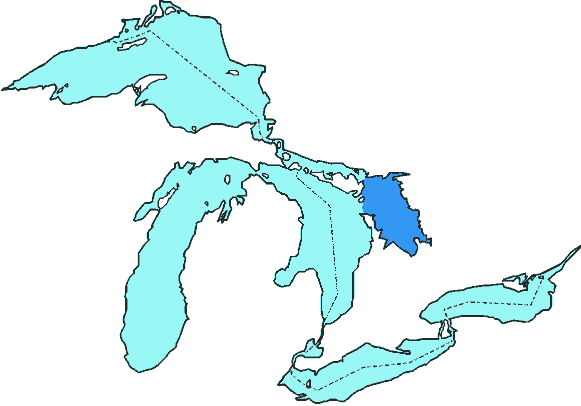
Cos principal de la badia georgiana dins dels Grans Llacs

La badia georgiana fa uns 220 km de llargada i uns 100 km d'amplada. Cobreix uns 15.000 km². L'est d'aquesta badia forma part de l'Escut canadenc, la part oest de la badia des de Collingwood north, i incloent Illa Manitoulin, Drummond, Cockburn i St. Josephs Island, fan límit amb l'escarpament Niagara.
Hi ha desenes d'illes a Georgian Bay. La maajoria són a l'est i es coneixen col·lectivament com "Thirty Thousand Islands," (30.000 illes) incloent la més grossa que és l'Illa Parry. El 2004 el seu litoral va ser declarat Reserva de la biosfera per la UNESCO.